# 김지수 (유도 선수)
김지수(金知秀, 2000년 12월 12일~)는 대한민국의 유도 선수이다. 재일 한국인 3세로 
, 효고현 히메지시에서 태어났다. 2024년 하계 올림픽에 참가, 유도 혼성 단체전에서 동메달을 기록하였다.